# Liste deutscher Adelsgeschlechter/J
| Name                                                | Zeitraum                       | Anmerkungen | Wappen |
| --------------------------------------------------- | ------------------------------ | --- | ------ |
| Jabach                                              | seit 1488                      | Kölner Patriziergeschlecht; 1488 Reichsadelsstand |        |
| Jabilinze und Belzig                                | 1106–1251                      | Grafengeschlecht an der mittleren Elbe und der unteren Saale | –      |
| Jaegersfeld                                         | seit 1725                      | preußisches Adelsgeschlecht, Ursprung in illegitimer Nachkommenschaft des Markgrafen Friedrich Wilhelm von Brandenburg-Schwedt, somit eine Nebenlinie des Hauses Hohenzollern; zwei Linien: Oldenburg und USA |        |
| Jagemann                                            | ab 1590                        | ursprünglich niedersächsisches, später auch in Bayern und Sachsen ansässiges Briefadelsgeschlecht; 1590 Adelsstand |        |
| Jagow                                               | seit 1286                      | altmärkisches Uradelsgeschlecht |        |
| Jähnichen                                           | ab 1820                        | sächsisches Briefadelsgeschlecht; 1820 sächsischer Adelsstand |        |
| Janitz                                              | 1419–1846                      | hinterpommersches Adelsgeschlecht |        |
| Jarosch von Adlershort                              | seit 1864                      | böhmisch-deutsches Adelsgeschlecht; 1864 österreichischer Adelsstand |        |
| Jaroszynski                                         | seit 1629                      | polnisch-ukrainisches Adelsgeschlecht, 1674 polnischer Adel; 1884 Bestätigung als österreichischer Adel mit "Edler von Jaroszynski" und dem Wappen Korczak |        |
| Jasmund                                             | 1320 bis ?                     | ursprünglich, rügensche Adelsfamilie, die sich nach Pommern, Mecklenburg-Strelitz, Brandenburg-Preußen und Dänemark ausbreitete. |        |
| Jatzkow                                             | (1485)1523 bis 18. Jahrhundert | pommersch-lauenburgisches Adelsgeschlecht |        |
| Jeanneret de Beaufort                               | seit 13. Jh.                   | ursprünglich aus Italien und Frankreich stammendes, später in die Schweiz und die Niederlande gekommenes Adels- und Baronengeschlecht |        |
| Jeetze                                              | 1279 bis ?                     | aus der Altmark stammendes, altes Adelsgeschlechts, das sich später auch nach Schlesien ausbreitete. |        |
| Jegistorf                                           | 1131 bis 14. Jh.               | erloschenes, aus Jegenstorf stammendes Ministerialengeschlecht; Vasallen der Zähringer |        |
| Jeinsen                                             | seit 1213                      | altes, niedersächsisches Adelsgeschlecht |        |
| Jeischen                                            | bis 1484                       | erloschenes westfälisches Adelsgeschlecht |        |
| Jelačić                                             | seit 1388                      | altes, kroatisches Adelsgeschlecht; 1797 Freiherrenstand, 1854 Grafenstand |        |
| Jemgum                                              | 1335 bis 18. Jahrhundert       | ostfriesisches Häuptlingsgeschlecht, später westfälisches Adelsgeschlecht |        |
| Jena                                                | seit 1145                      | thüringisches Uradelsgeschlecht; 1851 Freiherrenstand |        |
| Jenisch                                             | seit 14. Jahrhundert           | ursprünglich Augsburger Ratsgeschlecht mit Zweigen in Augsburg, Kempten, Memmingen, Hamburg und Württemberg (Zweig Hamburg im Mannesstamm erloschen und von dem aus einer Tochterlinie stammenden, ursprünglich aus Berlin kommenden Hamburger Geschlecht Rücker als Freiherren von Jenisch seit 1906 fortgesetzt) |        |
| Jenner                                              | seit 1716                      | Berner Patrizierfamilie, die 1716 von Kaiser Karl VI. in den Adelsstand erhoben wurde |        |
| Jesenský                                            | seit 1274                      | ungarisch-schlesisches Adelsgeschlecht; 1567 Adelsdiplom |        |
| Jochberg                                            | seit 15. Jh.                   | Schweizer Adelsgeschlecht |        |
| Jöchl                                               | bis 16. Jh.                    | erloschenes Tiroler Adelsgeschlecht |        |
| Jodefeld                                            | bis 17. Jh.                    | erloschenes altritterliches Münsteraner Stadtgeschlecht |        |
| Johnston                                            | ?                              | aus Schottland stammendes schlesisches Adelsgeschlecht |        |
| Joner auf Tettenweis                                | seit 1420                      | aus dem Elsass stammendes bayerisches Adelsgeschlecht |        |
| Jordan                                              | seit 1816                      | hugenottisch-preußisches Adelsgeschlecht |        |
| Jordan                                              | 1487–1811                      | schlesisches Adelsgeschlecht |        |
| Jörger von Tollet                                   | 13. Jh. bis 1772               | Adelsgeschlecht aus Oberösterreich; 1577 Freiherren- und 1657 Grafenstand |        |
| Jossa                                               | 1176 bis 13. Jahrhundert (?)   | erloschenes, edelfreies Geschlecht | –      |
| Juden                                               | bis 1832                       | erloschenes rheinländisch-westfälisches Uradelsgeschlecht |        |
| Judmann                                             | 1165–1490                      | bayerisches Uradelsgeschlecht |        |
| Julbach                                             | seit 1078                      | bayerisches Adelsgeschlecht |        |
| Grafen bzw. Herzöge von Jülich aus dem Hause Jülich | bis 1207                       | rheinländisches Dynastengeschlecht |        |
| Juncker von Oberkunreuth                            | ?                              | Patriziergeschlecht der Reichsstadt Eger; 1483 Bestätigung des altadeligen Herkommens; 1741 Reichsfreiherren im kurbayerischen Reichsvikariat; 1840 erbländisch-böhmischer Freiherrnstand |        |
| zum Jungen                                          | seit Mitte des 13. Jh.         | Patriziergeschlecht in Mainz und Frankfurt |        |
| Jungkenn genannt Münzer von Mohrenstamm             | ab 1696                        | oberrheinisch-westfälisches Briefadelsgeschlecht; 1696 Adelsstand; 1816 Freiherrenstand |        |
| Jutrzenka (Morgenstern)                             | seit 1515                      | pommersches Adelsgeschlecht; 1799 preußische Adelsanerkennung |        |